# Gražiškiai
Gražiškiai is een plaats in het Litouwse district Marijampolė. De plaats telt 401 inwoners (2001).